# Паздерская, Елена
Еле́на Пазде́рская (укр. Оле́на Пазде́рська, род. 4 января 1984) — украинская кёрлингистка.
В составе смешанная парная сборная Украины участник чемпионата мира 2019 (заняли сорок пятое место). На этом чемпионате мира впервые выступала на международном уровне сборная Украины по какому-либо из видов кёрлинга.

## Команды
| Сезон                                               | Четвёртый        | Третий           | Второй           | Первый         | Запасной          | Турниры              |
| --------------------------------------------------- | ---------------- | ---------------- | ---------------- | -------------- | ----------------- | -------------------- |
| 2018—19                                             | Meaghan Thompson | Emily Schweitzer | Елена Паздерская | Allison Kenney | Harley Rohrbacher |                      |
| 2020—21                                             | Meaghan Thompson | Emily Schweitzer | Елена Паздерская | Allison Kenney | Harley Rohrbacher | [ 4 ]                |
| Кёрлинг среди смешанных пар (mixed doubles curling) |                  |                  |                  |                |                   |                      |
| 2018—19                                             | Елена Паздерская | Евгений Стадник  |                  |                | тренер: Dean Roth | ЧМСП 2019 (45 место) |

(скипы выделены полужирным шрифтом)

## Частная жизнь
Постоянно проживает в Нью-Джерси в США, как и её партнёр по смешанной парной сборной Украины Евгений Стадник. Там и начала заниматься кёрлингом.
В 2009 году закончила Корнеллский университет.